# Дводимензионални низови у програмском језику С
Дводимензионални низови у програмском језику С

## Низ
Низови (arrays) података представљају најједноставније и најчешће коришћене сложене (структуриране) типове. Они служе за представљање из математике добро познатих вектора, матрица и вишедимензионалних низова.
Низ је ограничен, уређен скуп променљивих истог типа. Променљиве у низу су компоненте или елементи. Тип елемената низа је базни тип. Елементима низа се приступа преко редног броја унутар низа који се назива индекс елемената низа. У програмском језику С први елемент низа има индекс 0, други индекс 1 и тако даље. Ако су елементи низа скаларни онда је дати низ једнодимензионалан. Дводимензионалан низ је низ који има елементе који су низови скаларних података. Дводимензионалан низ се још назива и матрица. По овој логици, низ који има димензију к је низ чији су елементи низови димензије к-1. 

## Декларација дводимензионалног низа-матрице
Декларација матрице се изводи тако што се наведе име основног типа података  који ће се чувати у матрици а потом име променљиве иза кога следе два пара угластих заграда .
На пример:
int M[10][5]; 
float T[3][4];
Овако су декларисана два низа-матрице М и Т. М је матрица која има 10 врста и 5 колона а предвиђена је за смештање целобројних вредности.
Т је матрица која има 3 врсте и 4 колоне а чуваће реалне бројеве једноструке тачности.
Општи облик декларације матрице је:
tip_elementa ime_niza[BrojVrsta][BrojKolona]
У меморији се елементи низа смештају редом по врстама. Прво редом елементи из прве врсте. Одмах за њима редом елементи из друге врсте, и тако, врста по врста. 

## Приступ члановима низа
Елементима низа се приступа преко редног броја унутар низа – преко индекса низа.
На месту индекса се може појавити произвољан аритметички израз, с тим да вредност израза мора бити целобројна.
ПР: Ако је декларисан низ int ocene[V][K]; 
V и K су очекивани број врста и колона за обраду 
Приступ елементима низа је следећи: ocene[i][j]

ocene[i][j] даје вредност оцене у реду i а колони ј при чему мора да буде испуњено:
0<= i<V i 0<= j<K 
Дакле, први ред је на индексу 0, као и прва колона. Променом индекса i се померамо вертикално дуж колоне, док се променом индекса j померамо дуж врсте.
На пример ако је низ декларисан као int ocene[30][12], имамо следећу табелу индекса i,j
| 0 ,0 | 0, 1 | ... | 0 ,11 |
| 1, 0 | 1, 1 | ... | 1 ,11 |
| ...  | ...  | ... | ...   |
| 29,0 | 29,1 | ... | 29,11 |

## Иницијализација низа
Додела почетних вредности подацима при декларацији је иницијализација.
Ако у програмском језику С нема иницијализације променљивих, њихове врености су недефинисане. Једино се статичке и спољашње променљиве аутоматски иницијализују нулама ако су бројчане променљиве. Ако желимо експлицитно да доделимо почетне вредности елементима низа, морамо то урадити или у самој декларацији низа, или програмски. 
Низ се може иницијализовати навођењем листе иницијализатора у витичастим заградама, па како су елементи опет низови, они се могу навести опет у витичастим заградама. Унутрашње витичасте заграде се могу и изоставити. Додела вредности се увек обавља по растућем редоследу индекса, како су елементи и смештени у меморији. Број иницијализатора мора бити мањи или једнак броју елемената низа. У случају да имамо мање иницијалних вредности од броја елемената у низу, дате вредности се додељују елементима са почетка низа а преостали елементи добијају нулте почетне вредности. 
Следеће иницијализације формирају матрице истог садржаја.
int а[3][4]= {{1,2,3,0},{5,6,0,0},{9,0,0,0}}; 
int а[3][4]= {1,2,3,0,5,6,0,0,9,0,0,0}; 
int а[3][4]= {1,2,3,0,5,6,0,0,9}; 
int а[3][4]= {{1,2,3},{5,6},{9}}; 
int а[][4]= {1,2,3,0,5,6,0,0,9,0,0,0};
| 1 | 2 | 3 | 0 |
| 5 | 6 | 0 | 0 |
| 9 | 0 | 0 | 0 |

У последњем примеру је низ декларисан као int а[][4], што може бити збуњујуће. Овакав вид декларације је дозвољен само ако је наведена иницијализација. Дакле, могуће је изоставити први индекс, тј. број врста, јер се он може одредити у фази компилације на основу броја иницијализатора. 
(Уопште, декларација вишедимензионалних низова мора имати границу за све димензије осим прве, која може бити изостављена ако низ има иницијализацију, пошто се може израчунати у фази компилације на основу броја иницијализатора и расположивих других димензија). 
int a[][4]={1,2,3,4,5,6,7,8,9}; дефинише исту матрицу као и int a[3][4]={{1,2,3,4},{5,6,7,8},{9}}
Пример приступа преко индекса: елементу са вредношћу 6 се приступа са а[1][1].
И још неки примери:
int a[3][4]={{1,2},{3,4}}; дефинише следећи низ(матрицу) а
| 1 | 2 | 0 | 0 |
| 3 | 4 | 0 | 0 |
| 0 | 0 | 0 | 0 |

int a[3][4]={0}; дефинише низ а и попуњава све елементе нулама

## Квадратна матрица
Ако је број врста матрице једнак броју колона, ради се о квадратној матрици. За квадратну матрицу су могуће додатне обраде везане за главну и споредну дијагоналу. Припадност главној дијагонали се одређује тако што су индекс врсте и колоне међусобно једнаки.